# Pacific Rim Championships 2024
O Pacific Rim Championships 2024 é uma futura edição do Pacific Rim Championships. A competição está programada para ser realizada de 21 a 28 de abril de 2024 no Coliseo El Pueblo em Cáli, Colômbia. Contará com ginástica artística masculina e feminina, ginástica rítmica, ginástica de trampolim e ginástica aeróbica.

## Antecedentes
Este será o primeiro Pacific Rim Championships realizado desde 2018. A edição de 2020, que estava programada para ser realizada na Nova Zelândia, foi cancelada devido à pandemia global de COVID-19 e nenhum plano foi feito para o evento em 2022.

## Medalhistas

### Ginástica artística

#### Masculino
| Evento           | Ouro                                                                                      | Prata                                                                                               | Bronze                                                                                                 |
| ---------------- | ----------------------------------------------------------------------------------------- | --------------------------------------------------------------------------------------------------- | --- |
| Sênior           |                                                                                           | | |
| Equipes          | Estados Unidos · Yul Moldauer · Cameron Bock · Kai Uemura · Caden Clinton · Danila Leykin | Canadá · René Cournoyer · Sam Zakutney · Chris Kaji · Zachary Clay · Félix Dolci · Jayson Rampersad | Colômbia · Camilo Vera · Eden Mejia · Manuel Martínez · Estiven Castro · Dairon Zabala · Antonio López |
| Individual geral | Yul Moldauer                                                                              | Cameron Bock                                                                                        | René Cournoyer                                                                                         |
| Solo             | Yul Moldauer                                                                              | Benjamin Stein                                                                                      | Sam Zakutney                                                                                           |
| Cavalo com alças | Jayson Rampersad                                                                          | Zachary Clay                                                                                        | Caden Clinton                                                                                          |
| Argolas          | Cameron Bock Yul Moldauer                                                                 | Não premiado                                                                                        | Chris Kaji                                                                                             |
| Salto            | John Ivan Cruz                                                                            | Ng Ka Ki                                                                                            | Juancho Besana                                                                                         |
| Barras paralelas | Yul Moldauer                                                                              | Cameron Bock                                                                                        | René Cournoyer                                                                                         |
| Barra fixa       | Sam Zakutney                                                                              | René Cournoyer                                                                                      | Cameron Bock                                                                                           |
| Juvenil          |                                                                                           | | |
| Individual geral | Camilo Vera                                                                               | Karl Eldrew Yulo                                                                                    | David Hernández                                                                                        |
| Solo             | Karl Eldrew Yulo                                                                          | David Hernández                                                                                     | Camilo Vera                                                                                            |
| Cavalo com alças | David Hernández                                                                           | Karl Eldrew Yulo Francisco Ibarra Dairon Zabala Danila Leykin                                       | Não premiado                                                                                           |
| Argolas          | Camilo Vera                                                                               | Karl Eldrew Yulo                                                                                    | Mauricio Solorza                                                                                       |
| Salto            | Karl Eldrew Yulo                                                                          | Agustín Espinoza                                                                                    | Cheung Ching                                                                                           |
| Barras paralelas | Antonio López                                                                             | William Cooper                                                                                      | Francisco Ibarra                                                                                       |
| Barra fixa       | Camilo Vera                                                                               | Antonio López                                                                                       | Danila Leykin                                                                                          |

#### Feminino
| Evento              | Ouro                                                                        | Prata                                                                                       | Bronze |
| ------------------- | --------------------------------------------------------------------------- | ------------------------------------------------------------------------------------------- | --- |
| Sênior              |                                                                             |                                                                                             | |
| Equipes             | Estados Unidos · Jayla Hang · Madray Johnson · Simone Rose · Kieryn Finnell | Canadá · Kahlyn Lawson · Evandra Zlobec · Amy Jorgensen · Maddison Hajjar · Laurie Denommee | Guatemala · Krystal Cancax Saquec · Brithany Herrera · Vania Herrera · Mersi Xep Max · Mishell Echeverría |
| Individual geral    | Jayla Hang                                                                  | Madray Johnson                                                                              | Kahlyn Lawson                                                                                             |
| Salto               | Franciny Morales                                                            | Ava Fitzgerald                                                                              | Ancilla Mari                                                                                              |
| Barras assimétricas | Simone Rose                                                                 | Evandra Zlobec                                                                              | Jayla Hang                                                                                                |
| Trave               | Kieryn Finnell                                                              | Amy Jorgensen                                                                               | Jayla Hang                                                                                                |
| Solo                | Simone Rose                                                                 | Jayla Hang                                                                                  | Maddison Hajjar                                                                                           |
| Juvenil             |                                                                             |                                                                                             | |
| Individual geral    | Alyiah Lide De Leon                                                         | Ana Lucía Beitía                                                                            | Vania Herrera                                                                                             |
| Salto               | Alyiah Lide De Leon                                                         | Mishell Echeverría                                                                          | Sofia Marin                                                                                               |
| Barras assimétricas | Alyiah Lide De Leon                                                         | Sofia Marin                                                                                 | Ana Lucía Beitía                                                                                          |
| Trave               | Alyiah Lide De Leon                                                         | Mishell Echeverría                                                                          | Sofia Marin                                                                                               |
| Solo                | Alyiah Lide De Leon                                                         | Mersi Xep Max                                                                               | Luisana Padilla                                                                                           |

### Ginástica rítmica
| Evento           | Ouro | Prata | Bronze |
| ---------------- | --- | --- | --- |
| Equipes          | Estados Unidos · Jaelyn Chin · Isabella Chong · Megan Chu · Dawn Kim · Yana Golovan · Natalia de la Rosa | Canadá · Jana Aleman · Eva Cao · Tatiana Cocsanova · Carmel Kallemaa · Suzanna Shahbazian · Kate Vetricean | Colômbia · Sara Correa · Vanessa Galindo · Luna Henao · Emiliana Vargas · Juliana Villareal · Oriana Viñas |
| Sênior           | | | |
| Individual geral | Megan Chu                                                                                                | Jaelyn Chin                                                                                                | Tatiana Cocsanova                                                                                          |
| Arco             | Megan Chu                                                                                                | Jaelyn Chin                                                                                                | Suzanna Shahbazian                                                                                         |
| Bola             | Jaelyn Chin                                                                                              | Megan Chu                                                                                                  | Suzanna Shahbazian                                                                                         |
| Maças            | Megan Chu                                                                                                | Jaelyn Chin                                                                                                | Tatiana Cocsanova                                                                                          |
| Fita             | Megan Chu                                                                                                | Yana Golovan                                                                                               | Suzanna Shahbazian                                                                                         |
| Grupos sênior    | | | |
| Geral            | Canadá                                                                                                   | Chile | Colômbia                                                                                                   |
| Corda            | Canadá                                                                                                   | Chile | Colômbia                                                                                                   |
| Maças            | Chile | Canadá | Colômbia                                                                                                   |
| Juvenil          | | | |
| Individual geral | Natalia de la Rosa                                                                                       | Dawn Kim                                                                                                   | Jana Alemam                                                                                                |
| Arco             | Isabella Chong                                                                                           | Jana Aleman                                                                                                | Eva Cao |
| Bola             | Natalia de la Rosa                                                                                       | Dawn Kim                                                                                                   | Eva Cao |
| Maças            | Isabella Chong                                                                                           | Natalia de la Rosa                                                                                         | Kate Vetricean                                                                                             |
| Fita             | Natalia de la Rosa                                                                                       | Dawn Kim                                                                                                   | Jana Aleman                                                                                                |

### Ginástica de trampolim
| Evento               | Ouro                                                                          | Prata                                                                         | Bronze                                                                               |
| -------------------- | ----------------------------------------------------------------------------- | ----------------------------------------------------------------------------- | ------------------------------------------------------------------------------------ |
| Equipes masculinas   | Japão · Daiki Kishi · Ryosuke Sakai · Tsuzuku Kanato · Yusei Matsumoto        | Colômbia · Julian Alvis · Gabriel Pinzon · Manuel Sierra                      | Estados Unidos · Nate Erkert · Ryan Maccagnan · Alexander Rozenshteyn · Elijah Vogel |
| Equipes femininas    | Estados Unidos · Grace Danley · Ava DeHanes · Leah Edelman · Alexandra Mytnik | Canadá · Gabriella Flynn · Brooklyn Lee-McMeeken · Amylia Lepore · Rachel Tam | México · Veronica Borges · Aixa de Leon · Dafne Navarro · Patricia Nuñez             |
| Sênior               |                                                                               |                                                                               |                                                                                      |
| Individual masculino | Ryosuke Sakai                                                                 | Yusei Matsumoto                                                               | Ryan Maccagnan                                                                       |
| Individual feminino  | Yuka Misawa                                                                   | Dafne Navarro                                                                 | Gabriella Flynn                                                                      |
| Juvenil              |                                                                               |                                                                               |                                                                                      |
| Individual masculino | Alexander Rozenshteyn                                                         | Gabriel Pinzon                                                                | Tristan Bloom                                                                        |
| Individual feminino  | Amylia Lepore                                                                 | Grace Danley                                                                  | Brooklyn Lee-Mcmeeken                                                                |

## Quadro de medalhas
| Pos.                | País                | Ouro | Prata | Bronze | Total |
| ------------------- | ------------------- | ---- | ----- | ------ | ----- |
| 1                   | Estados Unidos      | 24   | 15    | 7      | 46    |
| 2                   | Colômbia            | 6    | 7     | 12     | 25    |
| 3                   | Canadá              | 5    | 10    | 19     | 34    |
| 4                   | Panamá              | 5    | 1     | 2      | 8     |
| 5                   | México              | 4    | 6     | 4      | 14    |
| 6                   | Filipinas           | 3    | 3     | 2      | 8     |
| 7                   | Japão               | 3    | 1     | 0      | 4     |
| 8                   | Chile               | 1    | 3     | 0      | 4     |
| 9                   | Peru                | 1    | 1     | 1      | 3     |
| 10                  | Costa Rica          | 1    | 0     | 0      | 1     |
| 11                  | Guatemala           | 0    | 3     | 2      | 5     |
| 12                  | Nova Zelândia       | 0    | 2     | 0      | 2     |
| 13                  | Hong Kong           | 0    | 1     | 1      | 2     |
| 14                  | Austrália           | 0    | 1     | 0      | 1     |
| Total (14 entradas) | Total (14 entradas) | 53   | 54    | 50     | 157   |